# 哈尔滨二环路
哈尔滨二环路是位于中国黑龙江省哈尔滨市的一条环形快速路。全长30.4公里，其中高架路11.5公里，大部分路段是双向8车道或双向12车道。成为继哈尔滨内环路之后的另一重要交通干线。

## 历史
哈尔滨二环路于2000年3月19日动工修建，2001年全面通车，为哈尔滨的交通压力起到了进一步的缓解作用。

## 路线组成
从哈尔滨松花江铁路特大桥起逆时针方向：

### 街道

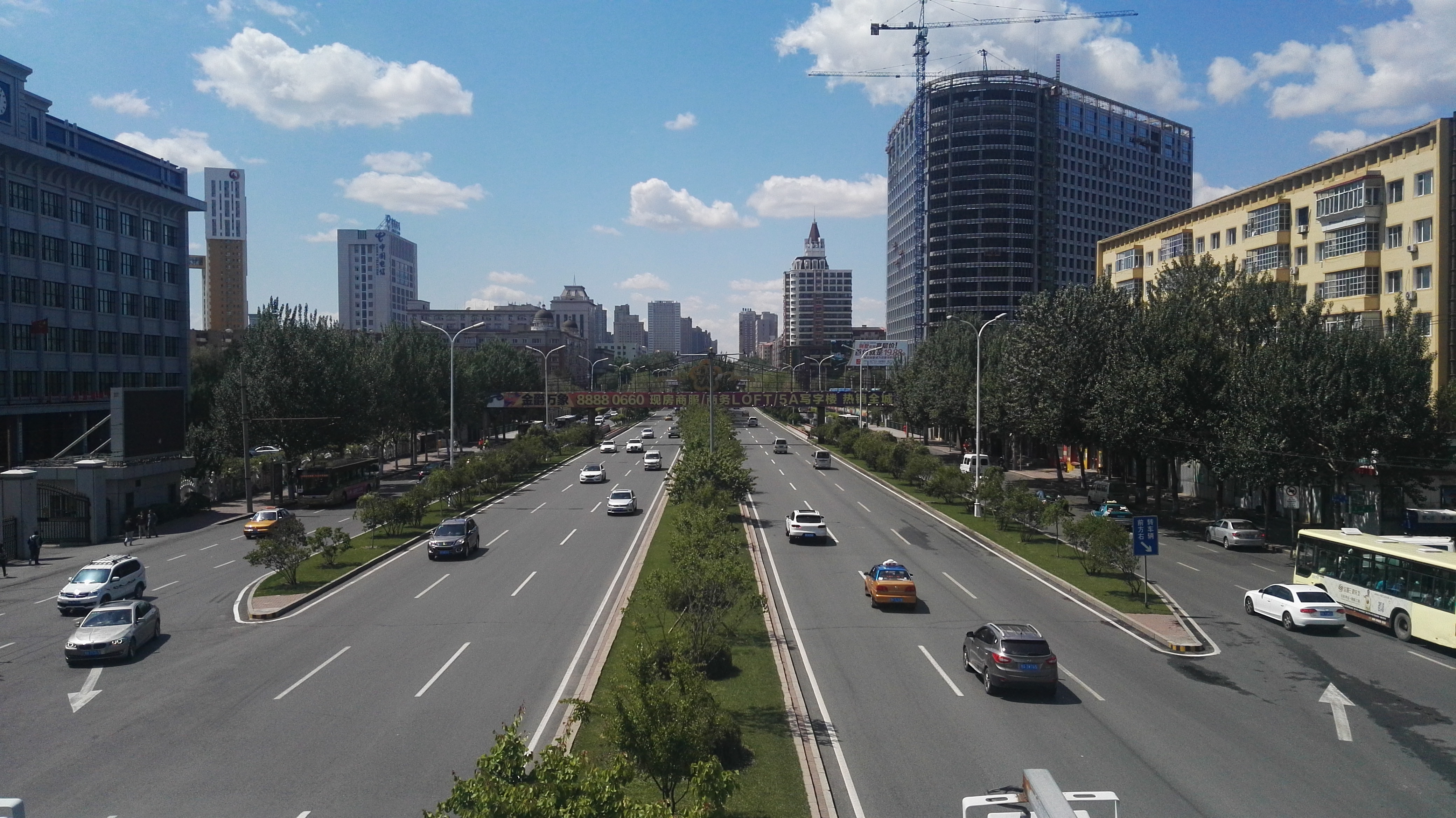
哈尔滨二环路西南段和兴路

- 友谊路
- 哈药路
- 前进路
- 康安路
- 和兴路
- 三大动力路
- 三合路
- 公滨路
- 南直路
- 海员街
- 东北新街
- 北新街
- 大新街

### 立交桥
- 新康立交桥
- 和兴桥
- 和平桥
- 三大动力路立交桥
- 公滨路立交桥
- 先锋立交桥
- 南直立交桥